# Tarzan l'Indomptable
Pour les articles homonymes, voir Tarzan (homonymie).
Tarzan l'Indomptable (Tarzan the Untamed) est un roman de l'écrivain américain Edgar Rice Burroughs, le septième de sa série de livres sur le personnage de Tarzan. Il a été initialement publié comme deux histoires séparées sous forme de roman-feuilleton dans différents pulp magazines ; « Tarzan the Untamed » (aussi connu comme « Tarzan and the Huns ») dans le Redbook de mars à août 1919, et « Tarzan and the Valley of Luna » dans All-Story Weekly de mars à avril 1920. Les deux histoires ont été réunies sous le titre de la première dans l'édition reliée, publiée en 1920 par A. C. McClurg. Dans l'ordre d'écriture, le livre fait suite à Tarzan dans la jungle, un recueil d'histoires courtes sur la jeunesse de l'homme-singe. Chronologiquement, il fait suite à Tarzan et les Joyaux d'Opar.

## Résumé
L'action se déroule pendant la première Guerre Mondiale. Alors que John Clayton, Lord Greystoke est absent de sa plantation en Afrique Orientale Britannique, celle-ci est détruite par l'invasion des troupes allemandes de Tanganyika. À son retour, il découvre parmi de nombreux corps calcinés celui qui semble être le cadavre de sa femme, Jane Porter Clayton. Une autre perte est le guerrier Waziri Wasimbu, laissé crucifié par les Allemands. 
Rendu fou, l'homme-singe cherche à se venger, non seulement des auteurs de la tragédie, mais de tous les Allemands, et part pour le front de la guerre en Afrique de l'est. Sur le chemin, il affronte un lion qu'il piège dans un ravin en bloquant l'entrée. Sur le front, il infiltre l'état-major allemand et s'empare du Major Schneider, l'officier qui aurait mené le raid sur sa propriété. De retour au ravin, il jette son captif au lion. Tarzan va aider les Britanniques au combat de diverses façons, comme lâcher le lion dans les tranchées ennemies, et tue Von Goss, un autre officier allemand impliqué dans l'attaque de la propriété Greystoke.

## Controverse
Tarzan l'Indomptable a été l'un des romans de Burroughs les plus controversés. La controverse est due à sa façon de représenter les Allemands comme des méchants stéréotypés, sans aucune rédemption possible. Cette représentation est également reprise dans son roman de science-fiction The Land That Time Forgot. Cette présentation, bien qu'elle soit compréhensible en temps de guerre, a finalement ruiné le marché de ses œuvres en Allemagne, où le personnage de Tarzan avait autrefois été très populaire. L'introduction de héros allemands dans les romans suivants de Burroughs, Tarzan et l'Empire oublié, Tarzan au cœur de la Terre et de Retour à l'Âge de Pierre n'a guère réparé les dommages causés à sa réputation.[réf. nécessaire]

## Héritage
Les romans précédents de la série avaient été principalement consacrés aux affaires et à la vie privée de l'homme-singe, tandis que Tarzan l'Indomptable et les romans suivants le mettent en avant comme protecteur.
Tarzan l'Indomptable introduit la civilisation perdue de Xuja, préfigurant un modèle pour les romans suivants de Tarzan. Dans les six livres précédents Tarzan l'Indomptable, deux mettent en vedette la cité perdue d'Opar, mais sinon, la série est centrée sur les aventures de Tarzan dans son environnement naturel, la jungle. Après Tarzan l'Indomptable, les civilisations perdues dans des régions reculées de l'Afrique deviennent courantes dans les romans. Ces lieux ont tendance à se composer de deux cités ou royaumes en guerre.

## Publications françaises
- 1970 : Tarzan l'Indomptable (Édition Spéciale)
- 1987 : Tarzan l'Indomptable (Néo)

## Adaptations

### Bande dessinée
Le livre a été adapté en bande dessinée à plusieurs reprises.
- Tarzan, comic strip, 1932-1933 (dessins de Rex Maxon) ;
- Tarzan, comic strip du 5 avril 1951 au 7 juin 1951, adaptation partielle des chapitres 8, 10 et 11 (scénario de Dick Van Buren, dessins de Bob Lubbers) ;
- Tarzan n°163-164, daté de janvier–mars 1968 (scénario de Gaylord DuBois, dessins de Russ Manning), publié par Gold Key Comics ;
- Tarzan n°250-256, daté de juin–décembre 1976 (scénario de Gerry Conway et Denny O'Neil, dessins de José Luis García-López et d'autres artistes), publié par DC Comics.